# 铃木老师
《铃木老师》（日语：鈴木先生）是2011年4月25日起在日本东京电视台播出的电视连续剧，根据同名漫画改编，由長谷川博己主演
，在周一晚间22:00至22:55播出。《铃木老师》是长谷川博己首次担纲主演的电视剧。

## 简介
铃木章是绯樱山中学二年级A班的班主任、国语老师。他在面对学生的问题时有自己独特的处理方式。为了实践自己的教学理念，他开始在班级中进行别树一帜的教学实验。然而随着实验的开展，铃木老师对小川苏美，班级中的一名女生，实验的关键人物产生了微妙的感觉。他和女友秦麻美的感情也因此受到了不小的影响。

## 出演列表
| - 长谷川博己 饰 铃木章老师 - 臼田麻美 饰 秦麻美 - 山口智充 饰 山崎洁史老师 - 田畑智子 饰 桃井里香老师 - 富田靖子 饰 足子瞳老师 - 山中聪 饰 岡田征志老师 - でんでん 饰 川野达郎老师 - 齐木茂 饰 伊福部直孝校长 - 夕辉寿太 饰 続木護老师 - 赤堀雅秋 饰 江本源三老师 - 户田昌宏 饰 石垣健儿老师 - 歌川椎子 饰 五井正子老师 - 泽山薰 饰 槙谷ゆり老师 | - 01 影山樹生弥 饰 東潤也 - 02 柿澤司 饰 阿部悠貴 - 03 北村匠海 饰 出水正 - 04 松本花奈 饰 入江沙季 - 05 鈴木米香 饰 太田ルミ - 06 土屋太鳳 饰 小川蘇美 - 07 中西夢乃 饰 桂チカ - 08 三浦透子 饰 樺山あきら - 09 小野花梨 饰 河辺彩香 - 10 澤田優花 饰 岸茜 - 11 森野あすか 饰 小菅小夜子 - 12 三宅史 饰 駒井駿司 - 13 齐藤隆成 饰 紺野徹平 - 14 藤原薰 饰 竹地公彦 - 15 马渕有咲 饰 丹沢栞 | - 16 山口爱 饰 土田理沙 - 17 安田彩奈 饰 椿美久 - 18 桑代贵明 饰 藤山高志 - 19 吉永アユリ 饰 徳永雫 - 20 伊藤凌 饰 戸塚尚之 - 21 未来穗香 饰 中村加奈 - 22 久本爱实 饰 梨本くるみ - 23 福地亚纱美 饰 新見葵 - 24 小山燿 饰 野呂光輝 - 25 中岛和也 饰 長谷部哲 - 26 西本银二郎 饰 浜口航太 - 27 铃木梨花 饰 福田千夏 - 28 松冈茉优 饰 堀の内七海 - 29 田中明 饰 松野ユキ - 30 西井幸人 饰 岬勇気 | - 31 中泽耀介 饰 本木聡馬 - 32 米本来辉 饰 森大雅 - 33 清水尚弥 饰 山口克己 - 34 冈骏斗 饰 横関康輔 - 35 下山葵 饰 吉井丈志 - 滝澤史 饰 丸山康子 - 山谷花纯 饰 増田寛香 - 宫本弘佑 饰 大野豊 - 渡部駿太 饰 佐藤光輝 - 森大悟 饰 金井まこと - 工藤綾乃 饰 神田マリ - 刈谷友衣子 饰 平良美祝 - 千葉一磨 饰 山際大成 - 手塚理美 饰 遠野緑 - 濱田マリ 饰 竹地まゆみ |